# Hörzu (Band)
Hörzu (Eigenschreibweise HÖRZU) war eine aus Krefeld stammende, deutschsprachige Hip-Hop-Musikgruppe, die zwischen 1992 und 1998 aktiv war.

## Geschichte
Die Gruppe formierte sich 1992 durch den Zusammenschluss der Hip-Hop-Formationen „Flowmatics“ und „3D-Posse“, die beide ab 1990 deutschsprachige Texte verfasst und teils selbst produzierte, teils über Instrumentalplatten gerappte Stücke auf Untergrund-Tapes veröffentlicht hatten. Die „Flowmatics“ waren bereits Teil der von dem Mönchengladbacher Hip-Hop-Produzenten KMS ins Leben gerufenen Innovative Music Corporation (IMC), für die auch Hörzu exklusive Tape-Beiträge lieferte.
1993 finanzierte und produzierte Hörzu die Mini-LP „Gestammelte Werke“ in einer auf 500 Stück limitierten Auflage. 200 Schallplatten wurden über das Label Move Records vertrieben. Nachdem dieser Bestand innerhalb von zwei Monaten verkauft war, entschieden sich Move Records und Hörzu, 1995 die zweite Veröffentlichung „Die Ritter der Schwafelrunde“ unter dem Move Label herauszubringen. Auf dem gleichen Label folgte in Kollaboration mit der österreichischen Hip-Hop-Gruppe Total Chaos die Maxi-Auskopplung „Dies ist eine Party“. Im selben Jahr erschien die Maxi-CD „Bayer 05 Uerdingen“, kurz darauf neu aufgelegt als „KFC Uerdingen“ für den „Sat 1-Ran! Die Fußball-Hits 2“ Sampler.
Zu beiden Alben drehte Hörzu einen Videoclip, „Krefeld am Rhein“ und „Dies ist eine Party“. Hörzu trat in Diskotheken, auf Hip-Hop-Jams und Stadtfesten auf und begleiteten Total Chaos auf einer Österreichtour. Bei einer Partie gegen Bayern München in dem ausverkauften Grotenburg-Stadion spielte die Krefelder Hip-Hopper „Bayer Uerdingen“ vor 33.000 Fußball-Fans.
Mit „Die Ritter der Schwafelrunde“ kamen auch Gemeinschaftsprojekte mit befreundeten Hip-Hop-Bands zustande, nämlich H4P, Tatwaffe (beide „Mach dich weg“) und Total Chaos („Lauf“), letztere remixten auch die Maxi-Auskopplung „Dies ist eine Party“.
Bedingt durch Wohnortswechsel und Wandel im Lebensstil entschlossen sich die Mitglieder von Hörzu 1998, die Gruppe aufzulösen, und gaben ein letztes Konzert in ihrer Heimatstadt Krefeld. Seitdem hat Rapper Robin S noch vereinzelt Beiträge zu den IMC-Tapes geliefert. Zuletzt wirkte er auf dem Michelmann & DJ Hypa Aktiv-Album „Back to Deutsch Bass“ (2013) sowie auf dem DJ Hypa Aktiv-Album „Cutze aus dem Sack EP“ (2015) mit. 2023 erschien ein Compilation-Album „Gestammelte Werke & andere Schandtaten“ auf einem japanischen Label.

## Stil
Mitte der 1990er Jahre herrschte in der deutschen Rap-Szene ein Trend zu Multi-Kulturismus und „Alte Schule“-Themen, von denen Hörzu sich bewusst distanzierte und anderen klassischen Rap-Themen zuwandte. In einem Großteil der Lieder stellt die Band sich und ihr Umfeld dar („Krefeld“, „Dies ist eine Party“, „Wir ham den Lenz“), teils als Battle-Rap („Funk im Tank“, „Klang der neuen Sprache“), teils in Erzählform („Steig ein“). Alle Lieder wurden von KMS und Hörzu produziert. Im Vordergrund stehen 2- oder 4-taktige Loops, die sparsam variiert und mit gesampleten Drum-Breaks unterlegt sind, um den Rap in den Vordergrund zu stellen. Es finden sich aber auch Stücke mit melodiösen Hooks („Frühlingszeit“). In den Raps erscheinen bereits seit 1993 durchgängig viele Doppelreime, Metaphern und Punchlines, was heute von Szenekennern gewürdigt wird.

## Kontroversen
1994 nahmen Robin S und Funky Philipp einen Battle-Rap für das Intro des IMC Tape 2 auf. Hintergrund war, dass (aus ihrer Sicht) zu dieser Zeit sogar innerhalb der deutschen Hip-Hop-Szene technisch wenig versierte Rapper die Aufmerksamkeit bekamen und es kaum Verständnis gab für talentierte Rapper, die mit modernen Rap-Techniken arbeiteten. Namentlich nannten sie unter anderem Absolute Beginner, C.U.S., Crak von No Remorze und David Pe von Main Concept; allgemein kritisierten sie damalige Trends wie „Alte Schule“, Britcore-Rap und Rock-Crossover. Auf der anderen Seite gaben sie Beispiele für die Rapper, die ihrer Meinung nach mehr Aufmerksamkeit verdienten (Lars Doppel-L, Raid, Tatwaffe, Walkin’ Large). In der Hip-Hop-Szene, in der zu dieser Zeit Battle-Raps nicht üblich waren, schlug das Lied, obwohl nur auf Tape veröffentlicht, hohe Wellen und brachte Hörzu den Ruf einer Diss-Band. Absolute Beginner antworteten auf ihrem Album „Bambule“ mit der Textzeile „sonst gibt's 'nen Reinfall wie in Krefeld am Rhein“.

## Diskografie

### Alben
- 1993: Gestammelte Werke (Mini-LP)
- 1995: Die Ritter der Schwafelrunde (LP/CD)
- 2023: Gestammelte Werke & andere Schandtaten (CD/DL/Streaming)

### Maxi-Singles
- 1995: Bayer Uerdingen (CD)
- 1996: Dies ist eine Party - Die Total Chaos-Remixe (Vinyl/CD)

### Samplerbeiträge
- 1994: „Fresh Stuff 5“ (Funk im Tank)
- 1994: „Reimattacke“ (Dumm wie Brot)
- 1995: „Die Zweite Reimattacke“ (Mach dich weg)
- 1995: „SAT1 Ran! Die Fußball-Hits 2“ (KFC Uerdingen)
- 1996: „Das Gelbe vom Ei“ (Dies ist eine Party)
- 1996: „Cool Bits“ (Dies ist eine Party)
- 1999: „Move präsentiert... Reimprinzen“ (Dies ist eine Party)

### Albumbeiträge
- 2013: „Michelmann & DJ Hypa Aktiv - Back to Deutsch Bass“ („Niederrhein Legenden (Bass Mob Remix)“) (CD)
- 2015: „DJ Hypa Aktiv - Cutze aus dem Sack EP“ („Niederrhein Legenden (Original Mix, Erdbeben Remix, Video Version)“) (CD)

### Tapes/Tapebeiträge
- 1990: Gesemmelte Werke (Flowmatics)
- 1990: Rollin' (3D-Posse)
- 1990: IMC Tape 1 „Was soll das Getue?“, „Die andre Musik ist nur Verschnitt“, „Sugar“, „Mein Ritt“ (Flowmatics)
- 1994: IMC Tape 2 „Intro“, „IMC-Track“ (Robin S, FunkyPhilipp, KMS und andere), „Klang der neuen Sprache Live-Backspin Mix“ (Hörzu)
- 1996: IMC Tape 3 „IMC-Track Pt. II“ (Robin S, FunkyPhilipp und andere), „Kein Mist“ (Hörzu), „Mad Flow“ (KMS & Robin S)
- 1998: IMC Tape 4 „Ischen Impossible“ (Juicy C & Robin S)